# Seznam dílů seriálu Akademie kouzel
Toto je seznam dílů seriálu Akademie kouzel.

## Přehled řad
| Řada | Díly | Premiéra v USA | Premiéra v USA | Premiéra v ČR  | Premiéra v ČR      |
| Řada | Díly | První díl      | Poslední díl   | První díl      | Poslední díl       |
| ---- | ---- | -------------- | -------------- | -------------- | ------------------ |
| 1    | 20   | 5. října 2015  | 30. října 2015 | 30. října 2017 | 24. listopadu 2017 |

## Seznam dílů

### První řada (2015)
| Č. v seriálu | Č. v řadě | Původní název         | Český název                         | Režie          | Scénář                      | Premiéra v USA | Premiéra v ČR                        | Prod. kód |
| ------------ | --------- | --------------------- | ----------------------------------- | -------------- | --------------------------- | -------------- | ------------------------------------ | --------- |
| 1            | 1         | The New Guard         | Nový strážce                        | Arturo Manuitt | Johnny Hartmann             | 5. října 2015  | 30. října 2017                       | 101       |
| 2            | 2         | The Jinx              | Smůla                               | Arturo Manuitt | Zach Luna                   | 6. října 2015  | 31. října 2017                       | 102       |
| 3            | 3         | The Root of All Evil  | Kořen všeho zla                     | Arturo Manuitt | Johnny Hartmann             | 7. října 2015  | 1. listopadu 2017                    | 103       |
| 4            | 4         | Hide and Go Hex       | Na schovku s Hexem                  | Arturo Manuitt | Zach Luna                   | 8. října 2015  | 2. listopadu 2017                    | 104       |
| 5            | 5         | Switcherooed          | Prohození                           | Arturo Manuitt | Johnny Hartmann             | 9. října 2015  | 3. listopadu 2017                    | 105       |
| 6            | 6         | Power Trip            | Nezvládnutá síla                    | Arturo Manuitt | Zach Luna                   | 13. října 2015 | 6. listopadu 2017                    | 106       |
| 7            | 7         | Sparring Partners     | Tréninkový parťáci                  | Arturo Manuitt | Johnny Hartmann             | 14. října 2015 | 7. listopadu 2017                    | 107       |
| 8            | 8         | No Pain, No Gain      | Bez práce, nejsou koláče            | Arturo Manuitt | Zach Luna                   | 15. října 2015 | 8. listopadu 2017                    | 108       |
| 9            | 9         | Finish Line           | Cílová rovinka                      | Arturo Manuitt | Johnny Hartmann             | 16. října 2015 | 9. listopadu 2017                    | 109       |
| 10           | 10        | Who's My WIT?         | Kdo, je můj čaroděj?                | Arturo Manuitt | Zach Luna                   | 19. října 2015 | 10. listopadu 2017                   | 110       |
| 11           | 11        | Witch Hunt            | Hon na čarodějnice                  | Arturo Manuitt | Johnny Hartmann             | 20. října 2015 | 13. listopadu 2017                   | 111       |
| 12           | 12        | Bizarro Ruby          | Podivná Ruby                        | Arturo Manuitt | Zach Luna                   | 21. října 2015 | 14. listopadu 2017                   | 112       |
| 13           | 13        | Her Darkest Secret    | Její nejtemnější tajemství          | Arturo Manuitt | Johnny Hartmann             | 22. října 2015 | 15. listopadu 2017                   | 113       |
| 14           | 14        | My Buddy from Orlando | Moje kámoška z Orlanda              | Arturo Manuitt | Zach Luna                   | 23. října 2015 | 16. listopadu 2017                   | 114       |
| 15           | 15        | Wonky Andi            | Trhlá Andi                          | Arturo Manuitt | Johnny Hartmann             | 26. října 2015 | 17. listopadu 2017                   | 115       |
| 16           | 16        | The Witch's Bottle    | Čarodějná láhev                     | Arturo Manuitt | Zach Luna                   | 27. října 2015 | 20. listopadu 2017                   | 116       |
| 17           | 17        | On Trial              | Před soudem                         | Arturo Manuitt | Johnny Hartmann             | 28. října 2015 | 21. listopadu 2017                   | 117       |
| 18           | 18        | Cameron Rules         | Cameron ředitel                     | Arturo Manuitt | Zach Luna                   | 29. října 2015 | 22. listopadu 2017                   | 118       |
| 19-20        | 19-20     | It Must Be Magic      | Do posledního čarodějeDyadový strom | Arturo Manuitt | Johnny Hartmann & Zach Luna | 30. října 2015 | 23. listopadu 201724. listopadu 2017 | 119-120   |